# Inspektorat Poznań Armii Krajowej
Inspektorat Poznań Armii Krajowej – terenowa struktura Okręgu Poznań Armii Krajowej.

## Skład organizacyjny
Struktura organizacyjna podana za Atlas polskiego podziemia niepodległościowego:
- Obwód Północ
- Obwód Zachód
- Obwód Wschód
- Samodzielny Obwód Poznań Powiat